# Kotajärvi (sjö i Finland, Kajanaland, lat 64,60, long 27,60)
Kotajärvi är en sjö i Finland. Den ligger i kommunen Puolango i landskapet Kajanaland, i den centrala delen av landet, 500 km norr om huvudstaden Helsingfors. Kotajärvi ligger 177,7 meter över havet. Den är 10,5 meter djup. Arean är 47,8 hektar och strandlinjen är 3,72 kilometer lång. Sjön  ingår i Uleälvens huvudavrinningsområde. 
I övrigt finns följande vid Kotajärvi:
- Koivujärvet (sjöar)
- Paakanajärvi (en sjö)